# 福島潤
福島 潤（ふくしま じゅん、1976年9月4日 - ）は、日本の男性声優。アーツビジョン所属。愛媛県松山市出身。
代表作に『弱虫ペダル』（鳴子章吉）、『この素晴らしい世界に祝福を！』（カズマ）、『デュエル・マスターズ』シリーズ（赤城山バサラ）、『メジャーセカンド』（眉村渉）、『琴浦さん』（真鍋義久）、『アクエリオンEVOL』（ジン・ムソウ）、『理系が恋に落ちたので証明してみた。』（犬飼虎輔）、『HUGっと！プリキュア』（ハリハム・ハリー）などがある。

## 経歴
子供の頃はおとなしい子供で、そんな自分が嫌いだったため、何かを変えたく芝居を始めたという。
OVA『ロードス島戦記』を見て声優を目指した。
代々木アニメーション学院、日本ナレーション演技研究所卒業。苦手なことにチャレンジをしてたところ声優として活動することになったという。
初仕事はアニメだったが、右も左もわからず、見様見真似で台本を読んでいただけだったという。初仕事の時、福山潤がとなりに座っていたという。
日本ナレーション演技研究所で講師をしていた。教え子に市川太一、鈴代紗弓がいる。鈴代とは2019年に『映画 この素晴らしい世界に祝福を!紅伝説』で共演を果たしている
2016年、『この素晴らしい世界に祝福を!』のカズマ役でテレビアニメ初主演。

## 人物
方言は関西弁。2022年放送のアニメ『アオアシ』では、声優としての出演の他、「愛媛ことば指導」としてもクレジットされている。
趣味はギター、ビリヤード。
2014年、自身が演じた『弱虫ペダル』の鳴子章吉と同じブランドで、鳴子のイメージカラーである赤色をあしらったロードバイクを購入したが、盗難被害にあった。2015年、2台目を購入した。
好きなアーティストは尾崎豊で、高校2～3年生の時、友人がカラオケで尾崎の曲を歌っており、「かっこいい曲だなぁ」と思い聞き始めた。それまでは尾崎の名前も無知だった。
中田雅之の引退後、『機動戦士Vガンダム』のオデロ・ヘンリーク役を引き継いでいる（ゲーム『SDガンダム GGENERATION SPIRITS』より）。
男3人兄弟の長男。

## 出演
太字はメインキャラクター。

### テレビアニメ
1998年
- ヨシモトムチッ子物語（ヨコバエヨシオ）

1999年
- トラブルチョコレート（サンマ）

2000年
- GEAR戦士電童（ガルファ素体B）
- ゲートキーパーズ（級友B）
- NieA under 7 domestic poor@nimation（駅アナウンス）
- ブギーポップは笑わない Boogiepop Phantom（男子B）

2001年
- アルジェントソーマ（オペレーターB）
- オフサイド（西崎裕士）
- ちっちゃな雪使いシュガー（アラン、サム、雷使い）
- 地球防衛家族（お笑い芸人、野次馬B、通行人）
- ヒカルの碁（生徒）

2002年
- アクエリアンエイジ Sign for Evolution（通行人）
- あたしンち（男子A、友達2）
- Weiß kreuz Glühen
- キディ・グレイド（金髪）
- 十二国記（卓の同級生達）
- ぱにょぱにょデ・ジ・キャラット（絵描きの少年）

2003年
- クラッシュギアNitro（部下）
- 住めば都のコスモス荘 すっとこ大戦ドッコイダー
- DEAR BOYS（結城希）
- D・N・ANGEL（西村祐次）
- 人間交差点（和田）

2004年
- 犬夜叉（弟子）
- 鋼の錬金術師（レオ）

2005年
- ドラえもん（テレビ朝日版第2期）（2005年 - 2020年、浦島太郎、試験官ロボ、狼）
- 名探偵コナン（2005年 - 2024年、香田杜夫、石田一馬、立松新三郎、岸田悟、豹藤誠、並杉通 他）

2007年
- 流星のロックマン（司会者）

2012年
- アクエリオンEVOL（ジン・ムソウ）

2013年
- 琴浦さん（真鍋義久）
- 断裁分離のクライムエッジ（高等部男子）
- ダンボール戦機WARS（伊丹キョウジ）
- 僕は友達が少ないNEXT（篠乃杜桜路）
- 弱虫ペダル（2013年 - 2023年、鳴子章吉） - 5シリーズ
- 私がモテないのはどう考えてもお前らが悪い!（小坂）

2014年
- 健全ロボ ダイミダラー（ネルソン）
- ノーゲーム・ノーライフ（前国王）　　　　　　　　　　

2015年
- カードファイト!! ヴァンガードG（小牧）
- キュートランスフォーマー 帰ってきたコンボイの謎（ホイルジャック） - 2シリーズ
- SHIROBAKO（茶沢信輔）
- ダンジョンに出会いを求めるのは間違っているだろうか（2015年 - 2020年、ゲド・ライッシュ、イケロス） - 2シリーズ
- デュエル・マスターズ シリーズ（2015年 - 2021年、赤城山バサラ） - 4シリーズ
- Fate/stay night [Unlimited Blade Works]（アトラム・ガリアスタ）
- 青春×機関銃（コスプレ軍団）
- ランス・アンド・マスクス（バンの残党リーダー）

2016年
- この素晴らしい世界に祝福を!（2016年 - 2024年、カズマ） - 3シリーズ
- 怪盗ジョーカー（キャプテン・ブルー、コンピューター、宇宙船）
- 坂本ですが?（不良、男子生徒）
- 少年メイド（日野耕司）
- SUPER LOVERS（2016年 - 2017年、黒崎十全） - 2シリーズ
- フリップフラッパーズ（ヒダカ）
- 刀剣乱舞-花丸-（2016年 - 2018年、浦島虎徹） - 2シリーズ
- ドリフェス!（ダンスの先生）

2017年
- 南鎌倉高校女子自転車部（鯖屋）
- ALL OUT!!（二見峻介、関志津男）
- “栄光なき天才たち”からの物語（水泳部員D）
- クロックワーク・プラネット（マッシモ）
- 有頂天家族2（鬼B）
- ソード・オラトリア ダンジョンに出会いを求めるのは間違っているだろうか外伝（ゲド）
- Re:CREATORS（大西にしお）
- 魔法陣グルグル（門番）

2018年
- 伊藤潤二『コレクション』（大谷）
- HUGっと!プリキュア（2018年 - 2019年、ハリハム・ハリー〈人間体〉）
- 宇宙よりも遠い場所（氷見大）
- 覇穹 封神演義（袁天君）
- ハイスクールD×D HERO（ジーク）
- 鬼灯の冷徹（因幡）
- ソードアート・オンライン オルタナティブ ガンゲイル・オンライン（プレイヤー）
- はたらく細胞（2018年 - 2021年、細菌、ムンプスウイルス、ピロリ菌） - 2シリーズ
- Back Street Girls -ゴクドルズ-（竹村真治）
- メジャーセカンド（2018年 - 2020年、眉村渉） - 2シリーズ
- 抱かれたい男1位に脅されています。（五十森隼人）
- ジョジョの奇妙な冒険 黄金の風（2018年 - 2019年、ホルマジオ）
- 転生したらスライムだった件（2018年 - 2024年、ガビル） - 4シリーズ

2019年
- revisions リヴィジョンズ（背広1）
- 爆丸バトルプラネット（2019年 - 2020年、ウィントン・スタイルズ、サーペンテーゼ）
- ダイヤのA actII（神足和斗、神足優斗）
- 異世界かるてっと（2019年 - 2020年、カズマ） - 2シリーズ
- 世話やきキツネの仙狐さん（三鷹）
- 鬼滅の刃
- パズドラ（2019年 - 2024年、ムサシ）
- フルーツバスケット（2019年 - 2021年、竹井誠） - 3シリーズ
- アニ×パラ〜あなたのヒーローは誰ですか〜（鳴子章吉）
- 旗揚!けものみち（陽炎）
- けだまのゴンじろー（ハワード政吉）

2020年 
- ソマリと森の神様（ネコモドキ）
- 理系が恋に落ちたので証明してみた。（2020年 - 2022年、犬飼虎輔） - 2シリーズ
- プリンセスコネクト!Re:Dive（2020年 - 2022年、チャーリー、盗賊2） - 2シリーズ
- シャドウバース（2020年 - 2024年、ドライ、ボス） - 2シリーズ

2021年
- スケートリーディング☆スターズ（カメラマン）
- 無職転生 〜異世界行ったら本気だす〜（パックス・シーローン） - 2シリーズ
- 転生したらスライムだった件 転スラ日記（ガビル）
- Vivy -Fluorite Eye's Song-（エム）
- チート薬師のスローライフ〜異世界に作ろうドラッグストア〜（桐尾礼治）
- のりものまん モービルランドのカークン（サブロー）
- かなしきデブ猫ちゃん（野だいこ、ジャック、自転車のパパ）

2022年
- 幻想三國誌 -天元霊心記-（愛心茶桶）
- ハコヅメ〜交番女子の逆襲〜（優太）
- パリピ孔明（オーナー小林）
- アオアシ（梅津寺GK、壬生年宗、観客）
- RPG不動産（カニール）
- デュエル・マスターズ WIN（2022年 - 2024年、ケンドラ） - 2シリーズ
- 聖剣伝説 Legend of Mana -The Teardrop Crystal-（ペンギン）
- シルバニアファミリー シリーズ（2022年 - 2023年、ルーカス） - 2シリーズ
- ヤマノススメ Next Summit（古田先生）

2023年
- The Legend of Heroes 閃の軌跡 Northern War（イヴァーノ・ローマン）
- HIGH CARD（ロバート・T・サウザンド）
- 僕の心のヤバイやつ（2023年 - 2024年、太田力） - 2シリーズ
- この素晴らしい世界に爆焔を!（ナレーション、ジャージの作業員 / ジャージの冒険者）
- 青のオーケストラ（柴田修）
- 異世界はスマートフォンとともに。2（ザブン）
- 死神坊ちゃんと黒メイド（ハート兄弟）
- 陰の実力者になりたくて! 2nd season（番犬）
- 16bitセンセーション ANOTHER LAYER（五味川清〈キョンシー〉）
- ひきこまり吸血姫の悶々（アルマン・ガンデスブラッド）
- アンデッドアンラック（2023年 - 2024年、クローゼス）
- ゴブリンスレイヤーII（半森人斥候）

2024年
- 姫様“拷問”の時間です（カナッジ）
- カードファイト!! ヴァンガード Divinez（2024年 - 2025年、竹松ケント） - 3シリーズ
- スナックバス江（風間）
- 刀剣乱舞 廻 -虚伝 燃ゆる本能寺-（浦島虎徹）
- ザ・ファブル（ジャッカル富岡）
- 怪獣8号（2024年 - 2025年、三池） - 2シリーズ
- Lv2からチートだった元勇者候補のまったり異世界ライフ（フギー・ムギー）
- 異世界スーサイド・スクワッド（セシル）
- 異世界失格（メガネ）
- なぜ僕の世界を誰も覚えていないのか?（ダンテ）
- メカウデ（ワナー）
- ふしぎ駄菓子屋 銭天堂（俊郎）

2025年
- ギルドの受付嬢ですが、残業は嫌なのでボスをソロ討伐しようと思います（スレイ・ゴースト）
- 妖怪学校の先生はじめました!（テケテケ）
- Dr.STONE SCIENCE FUTURE（基本徹夜） - 2シリーズ
- グリザイア:ファントムトリガー（ブルーノ）
- 俺は星間国家の悪徳領主!（クリフ）
- 忍たま乱太郎（絵師）
- ニートくノ一となぜか同棲はじめました（蛸型妖魔）
- ウィッチウォッチ（西古凶奇）
- 追放者食堂へようこそ!（スティル）

2026年
- 勇者刑に処す 懲罰勇者9004隊刑務記録（ツァーヴ）

### 劇場アニメ
2001年
- 短編 あずまんが大王 THE ANIMATION（男子生徒）

2004年
- 新暗行御史（浚）

2005年
- 劇場版ポケットモンスター アドバンスジェネレーション ミュウと波導の勇者 ルカリオ（マニューラ）

2015年
- 劇場版 弱虫ペダル（鳴子章吉）

2016年
- モンスターストライク THE MOVIE はじまりの場所へ（オラゴン / オルタナティブドラゴン）

2017年
- 名探偵コナン から紅の恋歌（警官）
- 劇場版 Fate/kaleid liner プリズマ☆イリヤ 雪下の誓い（キャスターのカード使用者）

2018年
- 映画 プリキュアスーパースターズ!（ハリハム・ハリー〈人間体〉）
- 君の膵臓をたべたい（ガム君）
- 映画 HUGっと!プリキュア♡ふたりはプリキュア オールスターズメモリーズ（ハリハム・ハリー〈人間体〉）

2019年
- 劇場版 幼女戦記（エドガー）
- 映画 プリキュアミラクルユニバース（ハリハム・ハリー〈人間体〉）
- 映画 この素晴らしい世界に祝福を!紅伝説（カズマ）

2020年
- 劇場版 SHIROBAKO（茶沢信輔、げ〜ぺ〜う〜忍者B）
- 映画 プリキュアミラクルリープ みんなとの不思議な1日（ハリハム・ハリー〈人間体〉）
- モンスターストライク THE MOVIE ルシファー 絶望の夜明け（オラゴン）

2022年
- 劇場版 異世界かるてっと 〜あなざーわーるど〜（カズマ）
- 劇場版 からかい上手の高木さん（カツオ）
- 特『刀剣乱舞-花丸-』～月ノ巻～（浦島虎徹）
- 劇場版 転生したらスライムだった件 紅蓮の絆編（ガビル）

### OVA
1990年代
- ダイノゾーン（1998年、ダイノセントロス）
- 超神姫ダンガイザー3（1999年、アナウンサー）
- BREAK-AGE（1999年、男子A）

2000年代
- 私立荒磯高等学校生徒会執行部（2002年、石橋、西舘、取り巻きB）
- 名探偵コナン 女子高生探偵 鈴木園子の事件簿（2008年、中道）

2010年代
- タイトロープ（2012年、テツ）
- 弱虫ペダル（2013年、鳴子章吉） - コミックス第29巻オリジナルアニメDVD付き限定版
- つばさとホタル（2014年、烏丸吉成）
- ノゾ×キミ（2014年、富田） - コミックス第4 - 6巻DVD付き限定版
- 創勢のアクエリオンEVOL（2015年、月島シン）
- 弱虫ペダル SPARE BIKE（2016年、鳴子章吉）
- この素晴らしい世界に祝福を!（2016年 - 2017年、カズマ） - 小説第9・12巻各オリジナルアニメブルーレイ付き同梱版
- 転生したらスライムだった件 OAD（2019年、ガビル） - 漫画版第12・13巻限定版付属

### Webアニメ
2015年
- スーパーショートコミックス
- ニンジャスレイヤー フロムアニメイシヨン（プロミネンス）
- モンスターストライク（2015年 - 2019年、オラゴン） - 3シリーズ

2019年
- ニンジャボックス（ジャリスケ）
- 銀魂 〜モンスターストライク編〜（オラゴン）

2020年
- 爆丸アーマードアライアンス（2020年 - 2021年、ウィントン・スタイルズ）

2021年
- 極主夫道（2021年 - 2023年、若頭） - 2シリーズ
- 爆丸ジオガンライジング（2021年 - 2022年、ウィントン・スタイルズ、モンストラポッド）
- 暗界神使（ホウオウ）
- ブライト:サムライソウル（古着屋）

2022年
- 爆丸エボリューションズ（2022年 - 2023年、ウィントン・スタイルズ）
- なならき〜Seven Lucky Gods〜（朱雀、白虎、青龍、玄武、麒麟）
- 可愛いたぬきも楽じゃない（はやと）
- きよねこっ（2022年 - 2023年、医者 他）

2023年
- 爆丸レジェンズ（ウィントン・スタイルズ）
- マサムネ - 使命の赤き刃 -（オラゴン）

2024年
- モンスターストライク エル 堕天の覚醒（オラゴン）

### ゲーム
2003年
- 機動戦士ガンダム外伝 宇宙、閃光の果てに…（兵士〈ギュスター・パイパー〉）
- Muv-Luv

2004年
- Wings Innocent（宇都妓千夜）
- 帝国千戦記（PS2版）（陶青樺）
- モンキーターンV（五十嵐正美）

2005年
- SHINSENGUMI〜幕末幻想恋愛奇譚〜（沖田総司）

2006年
- etude prologue 〜揺れ動く心のかたち〜（草薙瞬）
- ガンダムバトルロワイヤル（ギュスター・パイパー）
- 仔羊捕獲ケーカク!スイートボーイズライフ（芳賀楓）

2007年
- うわさの翠くん!! 夏色ストライカー（白金ミナト）
- SDガンダム GGENERATION（2007年 - 2016年、ギュスター・パイパー、オデロ・ヘンリーク） - 6作品

2010年
- TAKUYO Mix Box 〜ファーストアニバーサリー〜（草薙瞬）

2011年
- 機動戦士ガンダム 新ギレンの野望（ジャック・ベアード）

2013年
- ダンボール戦機ウォーズ（伊丹キョウジ）

2014年
- 第3次スーパーロボット大戦Z 時獄篇 / 天獄篇（2014年 - 2015年、ジン・ムソウ） - 2作品
- 魔女っ子少年マジカルピース（寺田志春 / マギ・アリス）
- 嫁コレ（鳴子章吉）

2015年
- 栽培少年（コルト）
- 刀剣乱舞（浦島虎徹）
- 忍務遂行（皇真央）
- 弱虫ペダル 明日への高回転（鳴子章吉）

2016年
- 誰ガ為のアルケミスト（ラメセス）
- 美男高校地球防衛部LOVE!LOVE!GAME!（家渋ロック）
- モンスターストライク（2016年 - 2025年、オラゴン / オルタナティブドラゴン、ガビル、ホルマジオ）
- ルフランの地下迷宮と魔女ノ旅団（ネルド）

2017年
- 茜さすセカイでキミと詠う（平清盛）
- この素晴らしい世界に祝福を!シリーズ（2017年 - 2022年、カズマ） - 5作品
- ファイアーエムブレム ヒーローズ（2017年 - 2023年、ミシェイル、ウィル）
- R.E.D 〜RAGE EXTINGUISH DAY〜（唐有独）
- ワガママハイスペック（沙流川金次郎）
- 白猫プロジェクト（セイヤ・タナカ）
- ダンジョンに出会いを求めるのは間違っているだろうか 〜メモリア・フレーゼ〜（ゲド・ライッシュ)

2018年
- スカイフォート・プリンセス（ケルビム、哪吒）
- 実況パワフルプロ野球（眉村渉）
- 大航海ユートピア（主人公〈男〉）
- グランドチェイス（グランディエル）

2019年
- ヒーロー'sパーク（ディラン嘩風）
- 妖怪ウォッチ ぷにぷに（2019年 - 2024年、オラゴン、カズマ）
- ケープ君の脱出ゲーム 2部屋目（牛君、ナレーター）
- 共闘ことばRPG コトダマン（オラゴン、カズマ）
- ルチアーノ同盟（ファンテ）

2020年
- ジョジョのピタパタポップ（ホルマジオ）
- エースアーチャー（オシリス、ゼウス）
- フードファンタジー（文思豆腐）
- OCTOPATH TRAVELER 大陸の覇者（テオ、ディエゴ、サザントス）
- 食物語（陸槐方）
- デスティニーチャイルド（メトセラ）

2021年
- 異世界かるてっと 〜激突! ぱずるすくーる〜（カズマ）
- 鬼滅の刃 ヒノカミ血風譚
- スーパーロボット大戦30（オデロ・ヘンリーク）
- 転生したらスライムだった件 魔王と竜の建国譚（2021年 - 2023年、ガビル、カズマ）
- WAR OF THE VISIONS ファイナルファンタジー ブレイブエクスヴィアス 幻影戦争（ラナン）
- ファイナルファンタジーXIV（ヴァルシャン、ヴリトラ、スリーピングウェイ）

2022年
- グリザイア:ファントムトリガー
- ワールドフリッパー（カズマ）
- 逆転オセロニア（2022年 - 2024年、パズズ、カズマ）
- メイドインアビス 闇を目指した連星（デチュアンガ）
- 熱血硬派くにおくん外伝 リバーシティガールズ2（リュウジ）

2023年
- 麻雀格闘倶楽部Sp（カズマ）
- ミステリーレコード（オラゴン）

2024年
- GAPOLI（カズマ）
- セガNET麻雀 MJ（カズマ）
- 機動戦士ガンダム U.C. ENGAGE（オデロ・ヘンリーク）
- 転生したらスライムだった件 テンペストストーリーズ（ガビル）
- フェスティバトル（オラゴン）

### ドラマCD
- 鏡花あやかし秘帖 〜永遠の美酒〜（羽佐間知彰）
- 琴浦さん（真鍋義久）※コミックス第5巻ドラマCD付限定版[128]
- 最遊記異聞 第壱巻（丸福）
- サクラ大戦 Vol.3パリ編
- ピュアメール
- 僕にお月様を見せないで
- 弱虫ペダル シリーズ（鳴子章吉）
  - ドラマCD 〜はじまりの鼓動〜
  - ドラマCD ウェルカムレース
  - ドラマCD Off the ROAD[129]
  - ドラマCD Funny Riding
  - ミニドラマCD SIDE ROAD1 [130]
- リトルラバーズ

1999年
- Revive 〜蘇生〜CDドラマ portrait-2（客B）

2016年
- この素晴らしい世界に祝福を！ シリーズ（2016年 - 2017年、カズマ） - 5作品[131][132][133][134]

2017年
- 変女 〜変な女子高生 甘栗千子〜（高村亮[135]）※コミックス第6巻、第7巻ドラマCD付属限定版

2018年
- あの愚か者にも脚光を!4 この素晴らしい世界に祝福を!エクストラ 常敗無勝のギャンブラー オリジナルドラマCD付き同梱版（カズマ）
- 神域のカンピオーネス 4 オーディオドラマダウンロードシリアルコード付き限定版（六波羅蓮）

### BLCD
- 運命は僕の隣（佐藤奏）
- 子供の領分 シリーズ（速水）
- 仔羊捕獲ケーカク!1-3（芳賀楓）
- 私立荒磯高等学校生徒会執行部2（男子生徒B）
- 純愛えろ期（小川聡史）
  - 相愛えろ期
- STAR☆Right（伊吹燿成）
  - STAR☆Knight
- 全寮制櫻林館学院 シリーズ（広沢翼）
  - 全寮制櫻林館学院〜ゴシック〜
  - 全寮制櫻林館学院〜ロマネスク〜
- タイトロープ（テツ）
- テンカウント シリーズ（三上）
- どうしようもないけれど（山森）
- 肉食獣のテーブルマナー（亮司、達也）
- 魔女っ子少年マジカルピース ドラマCD（寺田志春）
- わがままキッチン（西片）

### デジタルコミック
- 『ウィッチウォッチ』ショートコント動画（2022年 - 2023年、風祭監志 他[136]）
- サテライト・コインランドリー（2023年、クマさん（店長）[137]）
- カグラバチ（2024年、柴）

### オーディオドラマ
- 中田ステーションセブン（2018年[138]、鈴木悠真[139]）
- 神域のカンピオーネス（2018年、六波羅蓮）
- クレシェンド（2019年[140][141][142][143]、ジューザブ（序章 - 第四章）[144][145][146][147] / 2020年[148]、ランダル町長（最終章）[149]）
- 夜桜さんちの大作戦（2021年、夜桜辛三）

### オーディオブック
- この素晴らしい世界に祝福を! オーディオブック特別短編集（2018年、朗読）
- 夜の辛夷（2019年[150]、元吉[151] ）

### 吹き替え

#### 人形劇
- サンダーバード 劇場版（2003年、ジョン・トレーシー）※DVD版
- サンダーバード6号（2003年、ジョン・トレーシー）※DVD版

#### アニメ
- ティーン・タイタンズ（2004年、ソートの元ペット犬）
- ヘラクレス（2004年、男子学生）

### 特撮
- 機界戦隊ゼンカイジャー（2021年、コピーワルドの声[152]）

### ラジオ
※はインターネット配信。
- 「琴浦さん」ESP研究会活動報告（2013年、アニメ公式サイト※）
- 【くろらじ】「黒騎士ラジオ」（2017年 - YouTube※）[153]
- この素晴らしいラジオに祝福を!（2016年～2017年、2019～2020年、2023～放送再開、HiBiKi Radio Station※）[154]

### ラジオドラマ
- 青春アドベンチャー『ふれるストーリーボックス (2)』（2023年：NHK-FM）

### テレビドラマ
- デスノート（2015年、リュークの声）
- ダマシバナシ[155]（2015年）

### その他コンテンツ
- 「アピタ・ピアゴのお中元 2015 夏の贈りもの」TVCM（飯田好実）
- 「アピタ・ピアゴのお歳暮 2015 冬の贈りもの」TVCM（飯田好実）
- 鶴瓶の家族に乾杯（ノブナリの声）
- ノーゲーム・ノーライフ テレビアニメ化記念SP ノゲ杯☆最強ゲーマー決定戦（ナレーション）
- 声優グランプリモバイル「福島潤のみかん食べながらでいい?」（2014年4月1日 - 、コラムを連載）
- 彼女、お借りします CM（2017年、木ノ下和也[156]）
- クレジット教育動画教材『風の惑星〜GALE〜』（ドガー・スプリッド〈雇われた敵対者〉[157]）
- 松田颯水ショー2（2018年、DVD）
- 神酒ノ尊-ミキノミコト-（2019年、慶長 [158]）
- 発表!全プリキュア大投票（2019年9月14日、NHK BSプレミアム）
- 松田颯水の無我夢中 〜我、魅力発見〜（2021年、DVD）
- 声優聖地めぐり 弱虫ペダル編（2021年）
- TRUE WIRELESS STEREO EARPHONES TVアニメ『弱虫ペダル』モデル（2021年、鳴子章吉[159]）
- 『チュートリアルが始まる前に ボスキャラ達を破滅させない為に俺ができる幾つかの事』 第2巻発売記念PV （2023年、清水凶一郎） - 2作品[160][161]

## ディスコグラフィ

### キャラクターソング
| 発売日          | 商品名                                                                      | 歌 | 楽曲                                | 備考                                                                                       |
| --------------- | --------------------------------------------------------------------------- | --- | ----------------------------------- | ------------------------------------------------------------------------------------------ |
| 2004年 11月25日 | 帝国千戦記 PS2版初回特典CD 現の通い路〜李琉舜と李暫嶺の再会〜               | 陶青樺（福島潤） | 「想恋歌」                          | ゲーム『帝国千戦記』エンディングテーマ                                                     |
| 2013年 3月20日  | 希望の花とつるぺたとESP研のテーマ                                           | ESP研究会 | 「ESP研のテーマ」                   | テレビアニメ『琴浦さん』エンディングテーマ                                                 |
| 12月18日        | 弱虫ペダル キャラクターソングCD VOL.4                                       | 鳴子章吉（福島潤） | 「浪速のスピードマン」              | テレビアニメ『弱虫ペダル』関連曲                                                           |
| 12月18日        | 弱虫ペダル キャラクターソングCD VOL.4                                       | 鳴子章吉（福島潤）、田所迅（伊藤健太郎） | 「最速最強の称号」                  | テレビアニメ『弱虫ペダル』関連曲                                                           |
| 2014年 5月21日  | Be As One                                                                   | チーム総北 | 「Be As One」                       | テレビアニメ『弱虫ペダル』オープニングテーマ                                               |
| 2014年 5月21日  | Be As One                                                                   | チーム総北 | 「Dream Belever」                   | テレビアニメ『弱虫ペダル』関連曲                                                           |
| 11月26日        | 健全ロボ ダイミダラー BD・DVD第5巻特典CD                                    | ペンギンコマンド | 「ペンギン☆グルーミング」           | テレビアニメ『健全ロボ ダイミダラー』関連曲                                                |
| 2016年 3月9日   | 唄う我らに臨時報酬を！                                                      | カズマ（福島潤） | 「ろくでもないBLUES」               | テレビアニメ『この素晴らしい世界に祝福を！』関連曲                                         |
| 2017年 3月8日   | 十八番尽くしの歌宴に祝杯を！                                                | カズマ（福島潤） | 「ちいさな冒険者」                  | テレビアニメ『この素晴らしい世界に祝福を！2』関連曲                                        |
| 4月19日         | 弱虫ペダル NEW GENERATION キャラクターソング Vol.02 今泉俊輔&鳴子章吉       | 今泉俊輔（鳥海浩輔）、鳴子章吉（福島潤） | 「フル・スピード」                  | テレビアニメ『弱虫ペダル NEW GENERATION』関連曲                                            |
| 4月19日         | 弱虫ペダル NEW GENERATION キャラクターソング Vol.02 今泉俊輔&鳴子章吉       | 鳴子章吉（福島潤） | 「誰より派手な男」                  | テレビアニメ『弱虫ペダル NEW GENERATION』関連曲                                            |
| 12月6日         | 『刀剣乱舞-花丸-』歌詠全集                                                  | 花丸刀剣男士一同 | 「花丸◎日和！47振りver.」           | 劇場アニメ『刀剣乱舞-花丸- 〜幕間回想録〜』主題歌                                          |
| 2018年 2月7日   | 続『刀剣乱舞-花丸-』歌詠集 其の五                                           | 蜂須賀虎徹（興津和幸）、浦島虎徹（福島潤）、長曽祢虎徹（新垣樽助） | 「みちゆき、寄り合い」              | テレビアニメ『続 刀剣乱舞-花丸-』エンディングテーマ                                        |
| 2月14日         | Carry the Hope                                                              | THE HIGH CADENCE | 「Carry the Hope」                  | テレビアニメ『弱虫ペダル GLORY LINE』エンディングテーマ                                    |
| 2月14日         | Carry the Hope                                                              | 鳴子章吉（福島潤） | 「Carry the Hope」                  | テレビアニメ『弱虫ペダル GLORY LINE』関連曲                                                |
| 2月28日         | 続『刀剣乱舞-花丸-』歌詠集 其の八                                           | 大和守安定（市来光弘）、加州清光（増田俊樹）、浦島虎徹（福島潤）、一期一振（田丸篤志）、蜻蛉切（櫻井トオル）、日本号（津田健次郎）、小狐丸（近藤隆）、岩融（宮下栄治） | 「花丸印の日のもとで ver.8」        | テレビアニメ『続 刀剣乱舞-花丸-』オープニングテーマ                                        |
| 5月23日         | 弱虫ペダル GLORY LINE BD・DVD第1巻特典CD                                    | 小野田坂道（山下大輝）、今泉俊輔（鳥海浩輔）、鳴子章吉（福島潤）、手嶋純太（岸尾だいすけ）、青八木一（松岡禎丞）、鏑木一差（下野紘）                                   | 「総北高校 校歌」                   | テレビアニメ『弱虫ペダル GLORY LINE』関連曲                                                |
| 7月4日          | HUGっと!プリキュア ボーカルアルバム パワフル♥エール                         | ハリハム・ハリー（野田順子/福島潤） | 「おどろきカンゲキ☆ドンとハリー！」 | テレビアニメ『HUGっと!プリキュア』関連曲                                                   |
| 2019年 5月29日  | 異世界かるてっと/異世界ガールズ♡トーク                                      | アインズ（日野聡）、カズマ（福島潤）、スバル（小林裕介）、ターニャ（悠木碧）                                                                                           | 「異世界かるてっと」                | テレビアニメ『異世界かるてっと』オープニングテーマ                                         |
| 2020年 2月5日   | 異世界ショータイム/ポンコツ！異世界シアター                                 | アインズ（日野聡）、カズマ（福島潤）、スバル（小林裕介）、ターニャ（悠木碧）                                                                                           | 「異世界ショータイム」              | テレビアニメ『異世界かるてっと2』オープニングテーマ                                        |
| 2020年 2月5日   | チューリングラブ feat.Sou/ピヨ まんぷくアニメ盤                             | 雪村心夜（内田雄馬）、氷室菖蒲（雨宮天） with 奏言葉（原奈津子）、棘田恵那（大森日雅）、犬飼虎輔（福島潤）                                                             | 「チューリングラブ」                | テレビアニメ『理系が恋に落ちたので証明してみた。』関連曲                                   |
| 9月9日          | わが人生最良の日                                                            | アクア（雨宮天）、めぐみん（高橋李依）、ダクネス（茅野愛衣）、カズマ（福島潤）                                                                                         | 「わが人生最良の日」                | ゲーム『この素晴らしい世界に祝福を！ファンタスティックデイズ』第1部エンディングテーマ      |
| 2021年 7月28日  | マイニチカシマシファーマシー                                                | ノエラ（松田利冴）、ミナ（熊田茜音）with 桐尾礼治（福島潤） | 「マイニチカシマシファーマシー」    | テレビアニメ『チート薬師のスローライフ〜異世界に作ろうドラッグストア〜』エンディングテーマ |
| 2022年 11月23日 | この素晴らしい世界に祝福を!ファンタスティックデイズ ソング・コレクション    | カズマ（福島潤）、めぐみん（高橋李依） | 「いけずな果実」                    | ゲーム『この素晴らしい世界に祝福を!ファンタスティックデイズ』関連曲                        |
| 2022年 11月23日 | この素晴らしい世界に祝福を!ファンタスティックデイズ ソング・コレクション    | 爆裂女神ララティーナ with カズマP(福島潤) | 「Best Party」                      | ゲーム『この素晴らしい世界に祝福を!ファンタスティックデイズ』関連曲                        |
| 2024年 4月3日   | TVアニメ「スナックバス江」Cover Song Correction                             | 山田（阿座上洋平）、風間（福島潤） | 「サバイバル」                      | テレビアニメ『スナックバス江』エンディングテーマ                                           |
| 6月26日         | この素晴らしい世界に祝福を!「このラッキートリガーに祝福を!」SONG COLLECTION | カズマ（福島潤）、アクア（雨宮天）、めぐみん（高橋李依）、ダクネス（茅野愛衣）                                                                                         | 「Not Alone」                       | パチンコ『このラッキートリガーに祝福を！』関連曲                                           |
| 6月26日         | この素晴らしい世界に祝福を!「このラッキートリガーに祝福を!」SONG COLLECTION | カズマ（福島潤） | 「無限コンティニュー」              | パチンコ『このラッキートリガーに祝福を！』関連曲                                           |

### シリーズ一覧
1. ↑  第1期（2013年 - 2014年）、第2期『GRANDE ROAD』[22]（2014年 - 2015年）、第3期『NEW GENERATION』[23]（2017年）、第4期『GLORY LINE』[24]（2018年）、第5期『LIMIT BREAK』[25]（2022年 - 2023年）
2. ↑  第1期（2015年）、第2期『キュートランスフォーマー さらなる人気者への道』（2015年）
3. ↑  第1期（2015年）、第3期『III』（2020年）
4. ↑  【デュエル・マスターズ VS】

第2期『VSR』（2015年 - 2016年）、第3期『VSRF』（2016年 - 2017年）

【デュエル・マスターズ（2017年版）】

第3期『デュエル・マスターズ!!』（2019年）

【デュエル・マスターズ キング】

第2期『キング！』（2021年）
5. ↑  第1期（2016年）、第2期『2』[31]（2017年）、第3期『3』[32]（2024年）
6. ↑  第1期（2016年）、第2期『2』（2017年）
7. ↑  第1期（2016年）、第2期『続 刀剣乱舞-花丸-』（2018年）
8. ↑  第1期（2018年）、第2期『はたらく細胞!!』（2021年）
9. ↑  第1シリーズ（2018年）、第2シリーズ（2020年）
10. ↑  第1期（2018年 - 2019年）、第2期第1部（2021年）、第2期第2部（2021年）、第3期（2024年）
11. ↑  第1期（2019年）、第2期『2』[47]（2020年）
12. ↑  第1期『1st season』（2019年）、第2期『2nd season』（2020年）、第3期『The Final』（2021年）
13. ↑  第1期（2020年）、第2期『r=1-sinθ』（2022年）
14. ↑  第1期（2020年）、第2期『Season 2』（2022年）
15. ↑  第1作（2020年）、第2作『F』（2024年）
16. ↑  第1クール（2021年）、第2クール（2021年）
17. ↑  第1期（2022年 - 2023年）、第2期『決闘学園編』（2023年 - 2024年）
18. ↑  『フレアのハッピーダイアリー』（2022年）、『フレアのゴー・フォー・ドリーム!』（2023年）
19. ↑  第1期（2023年）、第2期（2024年）
20. ↑  Season1（2024年）、Season2（2024年）、デラックス編（2025年）
21. ↑  第1期（2024年）、第2期（2025年）
22. ↑  第1クール（2025年）、第2クール（2025年）
23. ↑  シーズン1（2021年）、シーズン2（2023年）
24. ↑  『SPIRITS』（2007年）、『WARS』（2009年）、『WORLD』『3D』（2011年）、『OVER WORLD』（2012年）、『GENESIS』（2016年）

### 初出話一覧
1. 1 2 3 4 5 6  第1話初出
2. ↑  デラックス編 第1話初出
3. ↑  Season1 第1話初出
4. ↑  第3話初出
5. ↑  第17話初出
6. 1 2 3  第10話初出
7. 1 2  第5話初出
8. 1 2 3  第2話初出
9. ↑  第138話初出
10. ↑  第16話初出
11. ↑  第6話初出
12. ↑  33シリーズ 第31話初出
13. ↑  第19話初出

### ユニットメンバー
1. ↑  琴浦春香（金元寿子）、真鍋義久（福島潤）、御舟百合子（花澤香菜）、室戸大智（下野紘）、森谷ヒヨリ（久保ユリカ）
2. ↑  小野田坂道（山下大輝）、今泉俊輔（鳥海浩輔）、鳴子章吉（福島潤）、金城真護（安元洋貴）、巻島裕介（森久保祥太郎）、田所迅（伊藤健太郎）
3. ↑  マイケル（村田太志）、デニス（浅沼晋太郎）、ジェイク（伊藤健太郎）、ジム（保村真）、ネルソン（福島潤）
4. ↑  大和守安定（市来光弘）、加州清光（増田俊樹）、へし切長谷部（新垣樽助）、今剣（山下大輝）、前田藤四郎（入江玲於奈）、にっかり青江（間島淳司）、蜂須賀虎徹（興津和幸）、陸奥守吉行（濱健人）、鯰尾藤四郎（斉藤壮馬）、歌仙兼定（石川界人）、宗三左文字（泰勇気）、薬研藤四郎（山下誠一郎）、燭台切光忠（佐藤拓也）、五虎退（粕谷雄太）、山姥切国広（前野智昭）、獅子王（逢坂良太）、石切丸（高橋英則）、秋田藤四郎（山谷祥生）、乱藤四郎（山本和臣）、鳴狐（浅沼晋太郎）、愛染国俊（山下誠一郎）、同田貫正国（櫻井トオル）、鶴丸国永（斉藤壮馬）、平野藤四郎（浅利遼太）、骨喰藤四郎（鈴木裕斗）、厚藤四郎（山下大輝）、小夜左文字（村瀬歩）、鶯丸（柿原徹也）、堀川国広（榎木淳弥）、和泉守兼定（木村良平）、太郎太刀（泰勇気）、二郎太刀（宮下栄治）、大倶利伽羅（古川慎）、三日月宗近（鳥海浩輔）、博多藤四郎（大須賀純）、山伏国広（櫻井トオル）、御手杵（浜田賢二）、江雪左文字（佐藤拓也）、浦島虎徹（福島潤）、一期一振（田丸篤志）、蜻蛉切（櫻井トオル）、日本号（津田健次郎）、小狐丸（近藤隆）、岩融（宮下栄治）、蛍丸（井口祐一）、明石国行（浅利遼太）、長曽祢虎徹（新垣樽助）
5. ↑  小野田坂道（山下大輝）、今泉俊輔（鳥海浩輔）、鳴子章吉（福島潤）、手嶋純太（岸尾だいすけ）、青八木一（松岡禎丞）、鏑木一差（下野紘）